# Щелоковка
Щелоковка — хутор в Еланском районе Волгоградской области России. Входит в состав Морецкого сельского поселения.

## История
Населённый пункт под названием Щелков обозначен на военно-топографической карте 1870 года.

В 1928 году хутор Щелаков был включён в состав Еланского района Камышинского округа (упразднён в 1930 году) Нижне-Волжского края (с 1934 года — Сталинградского края, с 1936 года — Сталинградской области). Хутор входил в состав Морецко-Хуторского сельсовета. По состоянию на 1933 год населённый пункт являлся частью Хвощинского сельсовета. В списке населенных пунктов и количества хозяйств и населения по сельским советам Еланского района на 1 января 1964 года Щелоковка входила в состав Хуторо-Морецкого сельского совета. В соответствии с решением Волгоградского облисполкома от 10 июля 1985 года № 17/455, в ходе разукрупнения Хутора-Морецкого сельсовета, хутор вошёл в состав воссозданного Хвощинского сельсовета. В соответствии с Законом Волгоградской области от 24 декабря 2004 года № 980-ОД «Об установлении границ и наделении статусом Еланского района и муниципальных образований в его составе» Щелоковка является частью Морецкого сельского поселения.

## География
Хутор находится в северной части Волгоградской области, в пределах Хопёрско-Бузулукской равнины, на левом берегу реки Вязовка), напротив места впадения в неё реки Егоровка, на расстоянии примерно 23 километров (по прямой) к северо-востоку от посёлка городского типа Елань, административного центра района. Абсолютная высота — 147 метров над уровнем моря.
Часовой пояс
Хутор Щелоковка, как и вся Волгоградская область, находится в часовой зоне МСК (московское время). Смещение применяемого времени относительно UTC составляет +3:00.

## Население
| 2010 |
| ---- |
| 132  |

Гендерный состав
По данным Всероссийской переписи населения 2010 года в гендерной структуре населения мужчины составляли 46,2 %, женщины — соответственно 53,8 %.
Национальный состав
Согласно результатам переписи 2002 года, в национальной структуре населения русские составляли 99 %.

## Инфраструктура
В Щелоковке функционируют начальная школа и фельдшерско-акушерский пункт.